# Stedelijk Museum voor Actuele Kunst

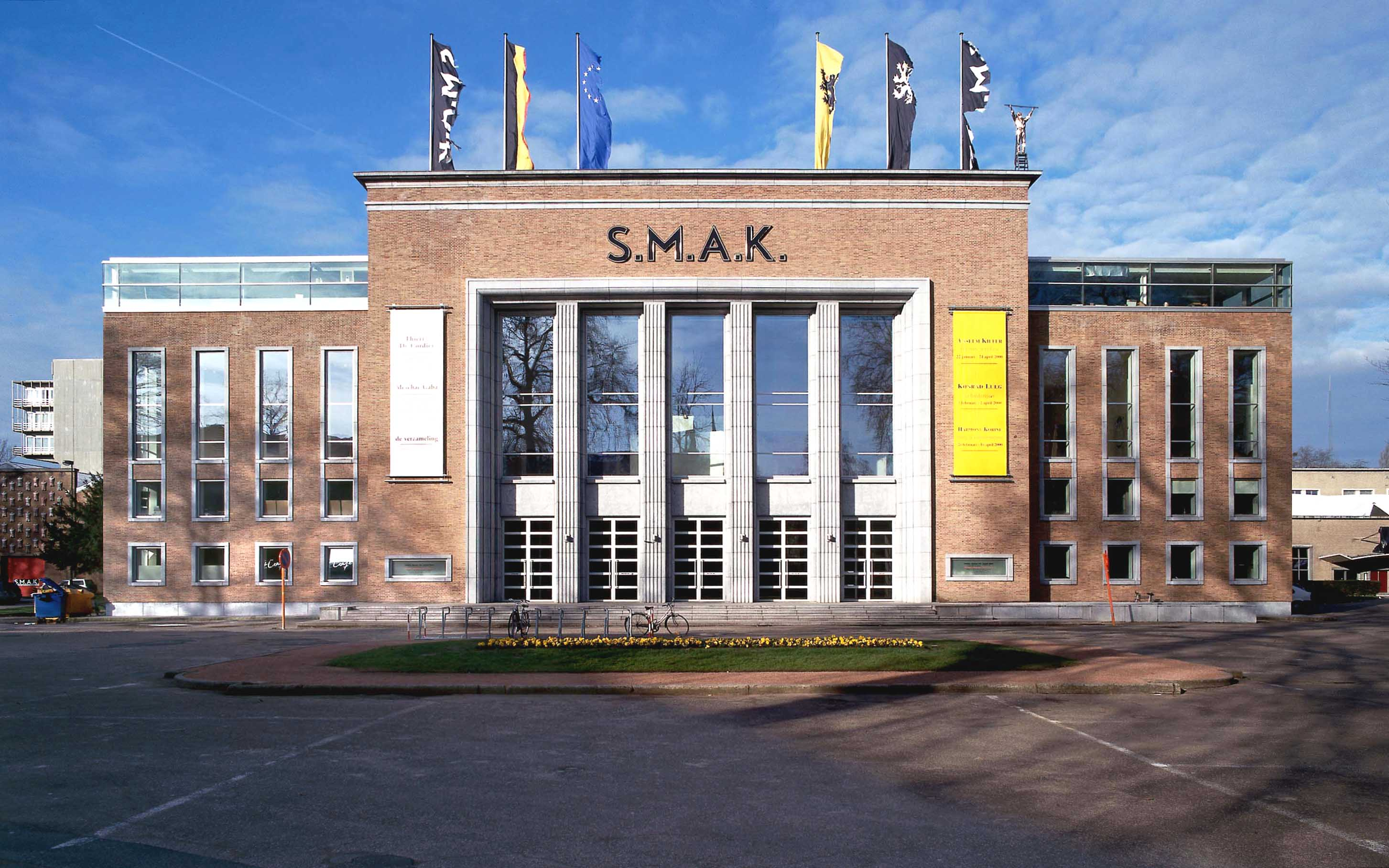
S.M.A.K.

Das Stedelijk Museum voor Actuele Kunst (Offizielle Abkürzung S.M.A.K.) ist ein belgisches Museum für zeitgenössische Kunst in Gent. Das 1999 eröffnete Museum ist in einem 1949 wiedererrichteten Kasino im Citadelpark untergebracht, das zum Museum umgebaut wurde. Künstlerischer Direktor ist Philippe van Cauteren.

## Geschichte
Der Ursprung des Museums liegt im 1957 von Karel Geirlandt gegründeten Genter Kunstverein Vereniging voor het Museum van Hedendaagse Kunst. Der Gründungszweck des Vereins war die Unterstützung des Genter Kunstmuseums Museum voor Schone Kunsten im Sinne eines Freundeskreises, um durch Ankäufe und direkte Unterstützung im Museum voor Schone Kunsten zeitgenössische Kunst zeigen zu können. 1975 führte dies schließlich zur Gründung des Museum voor Hedendaagse Kunst Gent, das allerdings ohne eigene Räume blieb. Das Museum voor Hedendaagse Kunst zeigte die Werke aus der Sammlung der Vereniging und kleinere Wechselausstellungen in den Räumen des Museum voor Schone Kunsten. Jan Hoet war Gründungsdirektor des Museum voor Hedendaagse Kunst und leitete das Museum bis zur Überführung in das 1999 eröffnete S.M.A.K.
Das Museum erhielt 1999 den Museumsbau im Citadelpark direkt gegenüber vom Museum voor Schone Kunsten. Jan Hoet leitete das Haus bis 2003 und wurde durch den Amerikaner Peter Doroshenko ersetzt, der diese Position nur ein Jahr innehatte.

## Museum und Sammlung

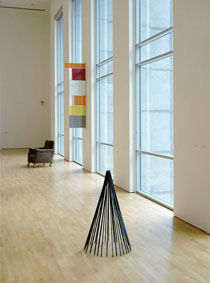
Ausstellung von Jürgen Partenheimer im S.M.A.K. (2002)

Die Sammlung des Museums konzentriert sich auf Kunst nach 1945 und hat ihren Ursprung in der Sammlung des Museums voor Hedendaagse Kunst Gent. Dabei sind besonders die Richtungen Pop Art, Minimalismus, Konzeptkunst und Arte Povera vertreten, darunter Werke von internationalen Künstlern wie Art & Language (Picasso’s Guernica in the style of Jackson Pollock), Joseph Beuys (Wirtschaftswerte), David Hammons (Hauptwerk Aeromodeller), Thomas Schütte, Juan Muñoz und Mitgliedern der Gruppe CoBrA. Ein besonderer Schwerpunkt liegt naturgemäß auf Werken von belgischen Künstlern wie Panamarenko, Marcel Broodthaers (Miroir d’epoque regency), Thierry De Cordier und Luc Tuymans.

## Ausstellungen (Auswahl)
- 2015: Larry Sultan. Katalog gemeinsam mit dem Kunstmuseum Bonn im Kerber Verlag.